# Slittino ai X Giochi olimpici invernali
Alle olimpiadi invernali del 1968 di Grenoble (Francia) vennero assegnati tre titoli olimpici nello slittino e le gare si svolsero a l'Alpe d'Huez.

## Programma
| Singolo maschile  |  |  |  |  |  | 1ª prova | 2ª prova | 3ª prova | 4ª prova |  |  |  |               |
| Singolo femminile |  |  |  |  |  | 1ª prova | 2ª prova | 3ª prova | 4ª prova |  |  |  |               |
| Doppio            |  |  |  |  |  |          |          |          |          |  |  |  | 1ª e 2ª prova |

## Podi

### Uomini
| Evento                      | Oro                                              | Tempo   | Argento                            | Tempo   | Bronzo                                         | Tempo   |
| Singolo maschile (dettagli) | Manfred Schmid                                   | 2'52"48 | Thomas Köhler                      | 2'52"66 | Klaus-Michael Bonsack                          | 2'53"33 |
| Doppio maschile (dettagli)  | Germania Est Thomas Köhler Klaus-Michael Bonsack | 1'35"85 | Austria Manfred Schmid Ewald Walch | 1'36"34 | Germania Ovest Wolfgang Winkler Fritz Nachmann | 1'37"29 |

### Donne
| Evento                       | Oro           | Tempo   | Argento         | Tempo   | Bronzo            | Tempo   |
| Singolo femminile (dettagli) | Erika Lechner | 2'28"66 | Christa Schmuck | 2'29"37 | Angelika Dünhaupt | 2'29"56 |

## Medagliere
| Posizione | Paese          |   |   |   | Totale |
| --------- | -------------- | - | - | - | ------ |
| 1         | Germania Est   | 1 | 1 | 1 | 3      |
| 2         | Austria        | 1 | 1 | 0 | 2      |
| 3         | Italia         | 1 | 0 | 0 | 1      |
| 4         | Germania Ovest | 0 | 1 | 2 | 3      |
| Totale    | Totale         | 3 | 3 | 3 | 9      |